# Scathophaga
Scathophaga là tên khoa học của chi ruồi săn mồi. Các loài ruồi trong chi này nổi bật ở đặc điểm: vừa dinh dưỡng bằng thịt của các côn trùng khác, lại vừa dinh dưỡng bằng các chất hữu cơ đang phân huỷ, nên thường phân bố nhiều ở nơi có nhiều phân động vật hoặc chất cây thối rữa.

## Các loài
- Scathophaga calida (Haliday in Curtis, 1832)
- Scathophaga furcata (Say, 1823)
- Scathophaga inquinata (Meigen, 1826)
- Scathophaga litorea (Fallén, 1819)
- Scathophaga lutaria (Fabricius, 1794)
- Scathophaga pictipennis (Oldenberg, 1923)
- Scathophaga scybalaria (Linnaeus, 1758)
- Scathophaga stercoraria (Linnaeus, 1758)
- Scathophaga suilla (Fabricius, 1794)

Danh sách này không đầy đủ, bạn cũng có thể giúp mở rộng danh sách.

## Hình ảnh

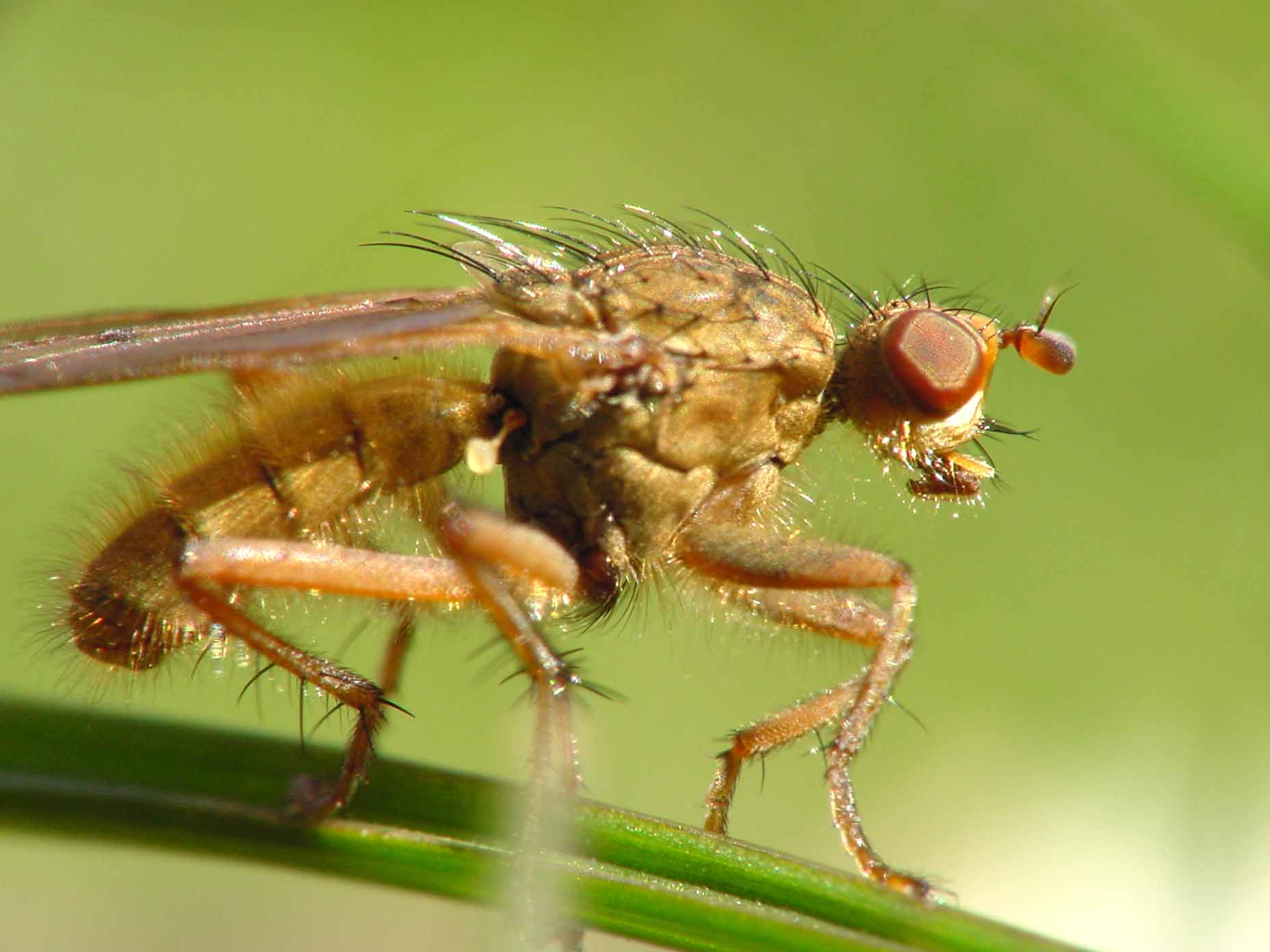
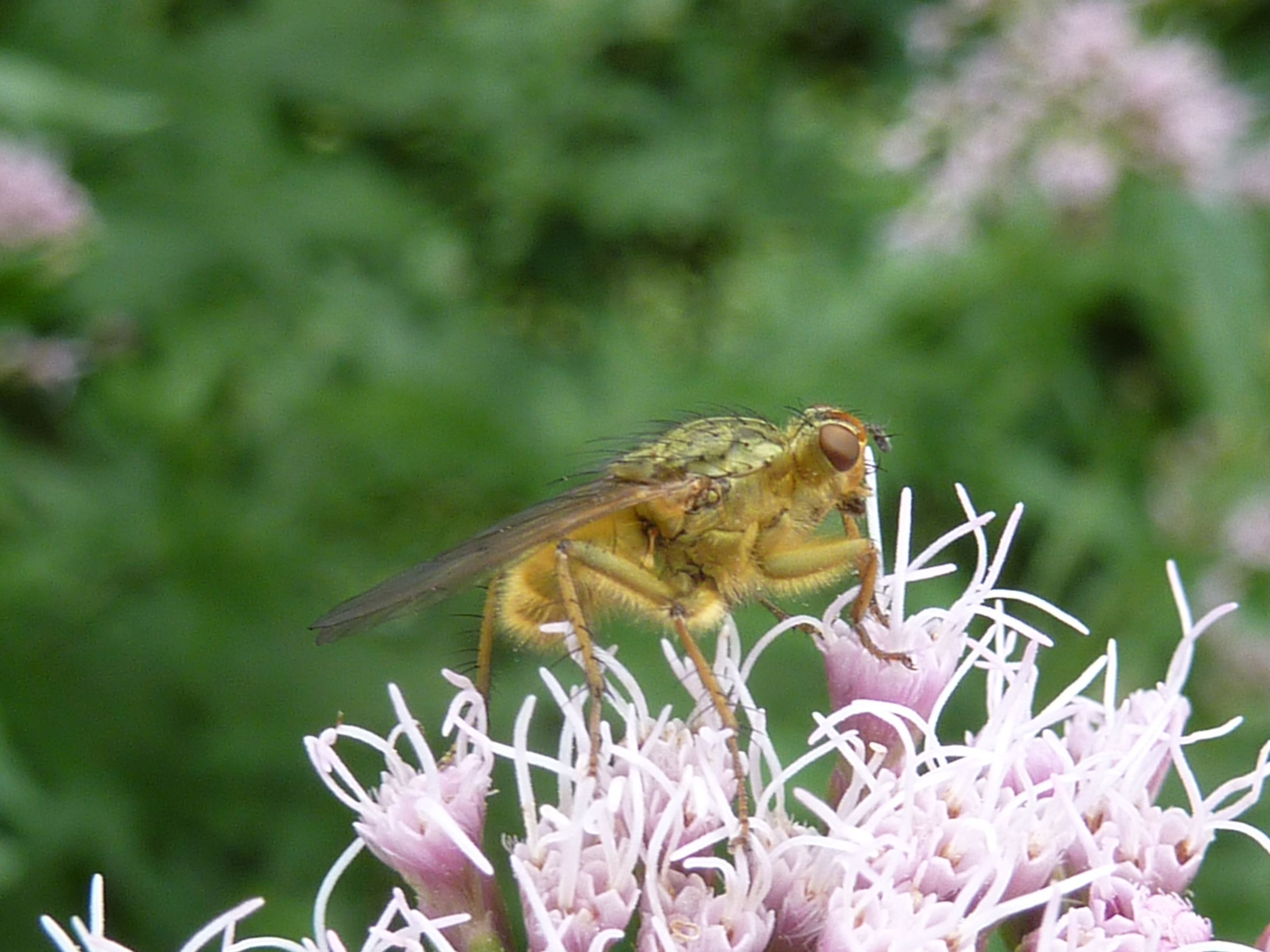
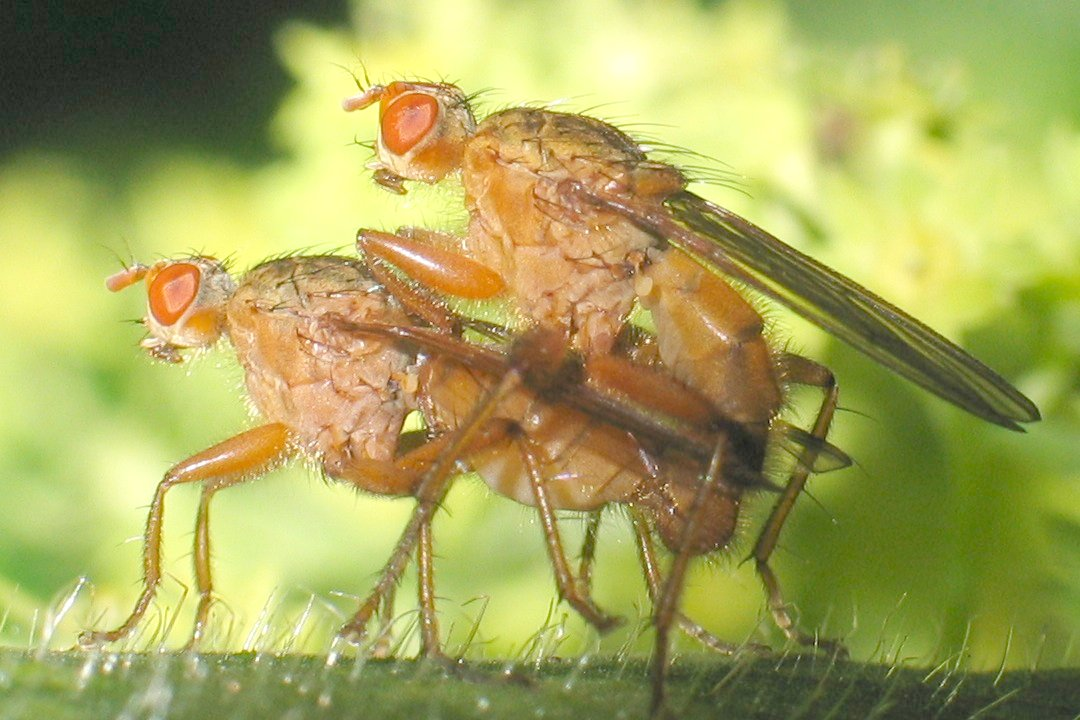